# Máy tính cá nhân IBM
Máy tính cá nhân IBM, thường được gọi là IBM PC, là máy tính vi tính đầu tiên của IBM và là nền tảng của tiêu chuẩn de facto tương thích IBM PC. Được phát hành vào tháng 8 năm 1981, nó được tạo ra bởi một nhóm kỹ sư dưới sự chỉ đạo của Don Estridge tại Boca Raton, Florida.
IBM PC là máy tính dựa trên kiến trúc mở và các bộ phận ngoại vi bên thứ ba. Qua thời gian, các bảng mạch mở rộng và phần mềm hỗ trợ nó ngày một tăng lên.
PC có một tầm ảnh hưởng to lớn đến thị trường máy tính cá nhân. Các chi tiết mô tả kỹ thuật của IBM PC trở thành một trong những tiêu chuẩn thiết kế máy tính thông dụng nhất trên toàn cầu. Sự cạnh tranh đáng kể nhất đến từ các nền tảng không tương thích trong thập niên 1980 là dòng sản phẩm Apple Macintosh. Đại bộ phận các máy tính hiện đại đều có nguồn gốc từ IBM PC.

## Lịch sử
Trước thập niên 80, IBM được biết đến chủ yếu là một nhà cung cấp các hệ thống máy tính doanh nghiệp. Vào đầu thập niên 80, thị phần máy tính mini của IBM không bắt kịp được các đối thủ cạnh tranh; trong khi đó các nhà sản xuất khác bắt đầu thấy được lợi nhuận không nhỏ từ thị trường máy vi tính. Trên thị trường máy tính cá nhân lúc đó chiếm chủ yếu là Tandy, Commodore và Apple với các máy tính được bán với giá vài trăm đô la và đã trở nên rất phổ biến. Thị trường máy vi tính đủ khiến IBM phải bận tâm, với ước tính doanh thu 150 triệu đô la vào năm 1979 và tăng trưởng doanh thu hàng năm 40% vào đầu thập niên 80. Các công ty công nghệ lớn khác như HP, Texas Instruments và Data General đều đã gia nhập thị trường này, và một số khách hàng lớn của IBM đã bắt đầu mua các máy Apple.
Ngay từ 1980 đã xuất hiện tin đồn rằng IBM đang phát triển một máy cá nhân, có thể là một bản thu nhỏ của IBM System/370 và Matsushita công khai rằng đã liên hệ với IBM về một khả năng hợp tác sản xuất một máy tính cá nhân, tuy nhiên dự án đã bị bỏ dở. Dư luận nghi ngờ điều này, vì IBM có xu hướng thiên về cách làm việc chậm chạp, quan liêu (bureaucratic) vốn phù hợp với việc sản xuất các hệ thống doanh nghiệp lớn, phức tạp và đắt tiền. Cũng như các công ty lớn khác, một sản phẩm mới của IBM phải mất vài năm để phát triển, trích lời một nhà phân tích công nghiệp "Việc IBM cho ra máy cá nhân khác gì dạy một con voi học nhảy".
IBM trước đó đã sản xuất các máy tính mini như IBM 5100 năm 1975, nhưng được nhắm vào doanh nghiệp và có giá lên tới 20 nghìn đô. Nếu IBM muốn tham gia thị trường máy tính cá nhân thì giá thành phải mang tính cạnh tranh hơn.
Năm 1980, chủ tịch IBM là John Opel đã nhìn ra được cơ hội của thị trường đang nổi lên này, và chỉ định William C. Lowe tới một bộ phận mới: Entry Level Systems tại Boca Raton, Florida. Nghiên cứu thị trường cho thấy các đại lý máy tính rất thích bán máy tính IBM, nhưng họ yêu cầu máy phải được thiết kế với các linh kiện tiêu chuẩn, không phải do IBM sản xuất, để họ có thể tự mình sửa chữa thay vì bắt khách hàng mang tới IBM.
Năm 1980 Atari đề nghị IBM rằng họ sẽ đóng vai trò nhà sản xuất thiết bị gốc (Original Equipment Manufacturer - OEM) cho IBM, một giải pháp khả thi cho IBM khi đối mặt với một thị trường thay đổi nhanh chóng. Ý tưởng mua lại Atari được cân nhắc, nhưng bị từ chối, thay vào đó Lowe đề xuất rằng nếu hình thành một bộ phận nhỏ làm việc độc lập và bỏ qua các tiêu chuẩn của IBM thì một thiết kế có thể ra mắt trong vòng một năm và một nguyên mẫu (prototype) trong một tháng. Nguyên mẫu này hoạt động tồi nhưng lại có một bản kế hoạch doanh nghiệp chi tiết trong đó đề xuất máy tính mới sẽ có kiến trúc mở, sử dụng các phần cứng và phần mềm không độc quyền, được bán qua các cửa hàng bán lẻ - tất cả đều đi ngược lại cách làm việc của IBM. Nó cũng ước tính sẽ bán được 220 nghìn máy trong vòng ba năm, nhiều hơn tất cả số sản phẩm hiện hành của IBM.
Điều này đã thuyết phục được Ủy ban quản lý doanh nghiệp của IBM, và nhóm được chuyển thành một bộ phận với tên "Dự án Chess" và được tạo mọi điều kiện để làm ra sản phẩm đúng như trong thời hạn đã đề ra. Nhóm còn được phép mở rộng lên thành 150 người vào cuối năm 1980, và có ngày có hơn 500 nhân viên của IBM xin được tham gia.

### Quá trình thiết kế
Quá trình thiết kế được giữ bí mật rất nghiêm ngặt, các bộ phận khác trong IBM không hề biết đến sự tồn tại của nó.
Một số CPU được xem xét, trong số đó có TMS9900 của Texas Instruments, Motorola 68000, và Intel 8088. Motorola 68000 được đánh giá cao nhất, tuy nhiên chưa thể đưa vào sản xuất như các lựa chọn khác. IBM 801, một thiết kế RISC, cũng được xem xét, tuy rằng nó mạnh hơn những lựa chọn khác nhưng lại vi phạm nguyên tắc ban đầu đề ra: chỉ sử dụng các linh kiện sẵn có từ bên ngoài.
IBM chọn 8088 thay vì 8086, một CPU tương tự nhưng mạnh hơn, vì Intel bán 8088 với giá thấp hơn và có thể cung cấp nhiều đơn vị hơn, và bus 8 bit của 8088 làm giảm chi phí của toàn bộ phần còn lại của máy tính. Intel 8088 có một lợi thế nữa là IBM đã từng làm quen với nó trong lúc thiết kế IBM System/23 Datamaster trước đó. Các khe cắm bus mở rộng 62 chân có thiết kế tương tự với khe cắm Datamaster và thiết kế và bố cục của bàn phím của Datamaster trở thành bàn phím model F của PC, nhưng ngoài ra thiết kế của PC khác Datamaster rất nhiều.
Bo mạch chủ được thiết kế trong vòng 40 ngày, với một bản mẫu vận hành được hoàn tất trong bốn tháng,  và được trình bày vào tháng một 1981. Thiết kế về cơ bản hoàn thiện vào tháng 4 năm 1981, khi được giao cho nhóm phụ trách việc sản xuất. Các PC được lắp ráp ở một nhà máy IBM tại Boca Raton, với các bộ phận được làm ra tại nhiều nhà máy của IBM và công ty bên thứ ba. Màn hình PC là một thiết kế có sẵn của IBM Nhật Bản và máy in được sản xuất bởi Epson. Không có bộ phận nào được thiết kế bởi IBM, do đó không có bằng sáng chế nào cho PC.
Nhiều người trong số các nhà thiết kế PC là những người thích máy tính, họ có máy tính của riêng mình, trong đó nhiều người là chủ nhân của Apple II, và điều này ảnh hưởng đến quyết định thiết kế theo một kiến trúc mở của PC và xuất bản chi tiết kỹ thuật của nó để mọi người đều có thể viết phần mềm hay làm ra các thiết bị khe cắm mở rộng.
Trong quá trình thiết kế IBM tránh hội nhập theo chiều dọc (vertical integration) tốt nhất có thể, ví dụ như đăng ký sử dụng Microsoft BASIC thay vì phiên bản của mình, vì phiên bản của Microsoft quen thuộc với mọi người hơn.

### Ra mắt
IBM PC ra mắt vào ngày 12 tháng 8 năm 1981, sau một năm phát triển. Giá khỏi điểm là 1,565 đô la cho một máy tính với cấu hình bao gồm 16 kilobyte RAM, thẻ đồ họa màu CGA và không có ổ đĩa. Mức giá này được chọn để cạnh tranh với các máy tính tuơng tự trên thị trường. Để so sánh, trước đó hai tuần IBM phát hành máy tính rẻ nhất của mình, Datamaster, với giá 10,000 USD.
Trong chiến dịch quảng bá của mình, IBM sử dụng hình ảnh nhân vật "The Little Tramp" của Charlie Chaplin, thủ vai bởi Billy Scudder, trong một loạt quảng cáo dựa trên phim của Chaplin.
Đây cũng là lần đầu tiên IBM bán một máy tính qua các cửa hàng bán lẻ thay vì trực tiếp đến khách hàng. Vì chưa có kinh nghiệm, IBM hợp tác với chuỗi đại lý bán lẻ ComputerLand và Sears Roebuck, những người có kiến thức quan trọng trong lĩnh vực, và trở thành những địa điểm tiêu thụ chính của PC. Tại thời điểm đó đang có hơn 190 cửa hàng ComputerLand, ngoài ra Sears Roebuck cũng đang trong quá trình mở hàng chục các quầy bán máy tính.
PC được đón nhận một cách vô cùng tích cực, với doanh thu theo ước tính của các nhà phân tích lên tới hàng tỷ đô la trong vòng vài năm tới và ngay lập tức trở thành đề tài bàn tán của cả nền công nghiệp máy tính. Các đại lý choáng ngợp với đơn đặt hàng, trong số đó nhiều người mua trả trước mà ngày nhận chưa đảm bảo. Khi những loạt PC đầu tiên được giao nhận, từ "PC" đã trở nên quen thuộc.

### Thành công
Doanh thu vượt chỉ tiêu của IBM 800%, có thời điểm bán được 40,000 PC trong vòng một tháng. Họ ước tính có từ 50% đến 70% số PC đã bán ở các cửa hàng bán lẻ có người mua là các hộ gia đình. Năm 1983 họ bán được hơn 750,000 máy, trong khi DEC, một trong những đối thủ đã khiến IBM phải gia nhập thị trường này, chỉ bán được 69,000 máy trong cùng thời gian.
Hỗ trợ phần mềm đến từ nền công nghiệp phát triển nhanh, với việc PC gần như ngay lập tức trở thành nền tảng mà hầu hết nhà phát triển phần mềm máy vi tính đều nhắm tới. Một bài báo cho biết có 753 gói phần mềm lưu hành một năm sau khi PC được phát hành, nhiều gấp bốn lần Macintosh sau một năm. Hỗ trợ phần cứng cũng tăng nhanh, với 30-40 công ty cạnh tranh mặt hàng thẻ mở rộng bộ nhớ trong vòng một năm.
Năm 1984 doanh thu của IBM từ thị trường PC là 4 tỷ USD, hơn hai lần Apple. Một nghiên cứu vào năm 1983 về người mua doanh nghiệp cho thấy hai phần ba khánh hàng lớn chuẩn hóa máy tính của họ chọn PC trong khi 9% chọn Apple. Năm 1985 một khảo sát của Fortune cho thấy 56% công ty Hoa Kỳ sử dụng máy tính cá nhân chọn PC, so với 16% chọn Apple.
Gần như ngay sau khi PC xuất hiện trên thị trường, đã có những tin đồn về những sản phẩm sao chép, và máy tính tương thích PC đầu tiên phát hành tháng 6 năm 1982, chưa đầy một năm sau khi PC ra mắt.

## Phần cứng
Với mục tiêu chi phí thấp và hoàn thiện trong thời gian ngắn, toàn bộ thiết kế của IBM PC sử dụng phần cứng có sẵn của các nhà sản xuất bên thứ ba.
IBM PC có vỏ là một lồng thép nằm ngang, cho phép đặt màn hình CRT lên trên. Mặt trước bằng nhựa của nó có một koảng trống để đặt các ổ đĩa. Mặt sau bao gồm lỗ cắm điện và công tắc, đầu nối bàn phím và cassette, và một dãy khe đứng lấp bởi các tấm kim loại, có thể tháo ra để lắp đặt thẻ mở rộng.
Chiếm phần lớn bên trong PC là một bo mạch chủ chứa CPU, RAM tích hợp và các khe cắm mở rộng.
IBM PC có tính mở rộng và nâng cấp cao.

### Bo mạch chủ

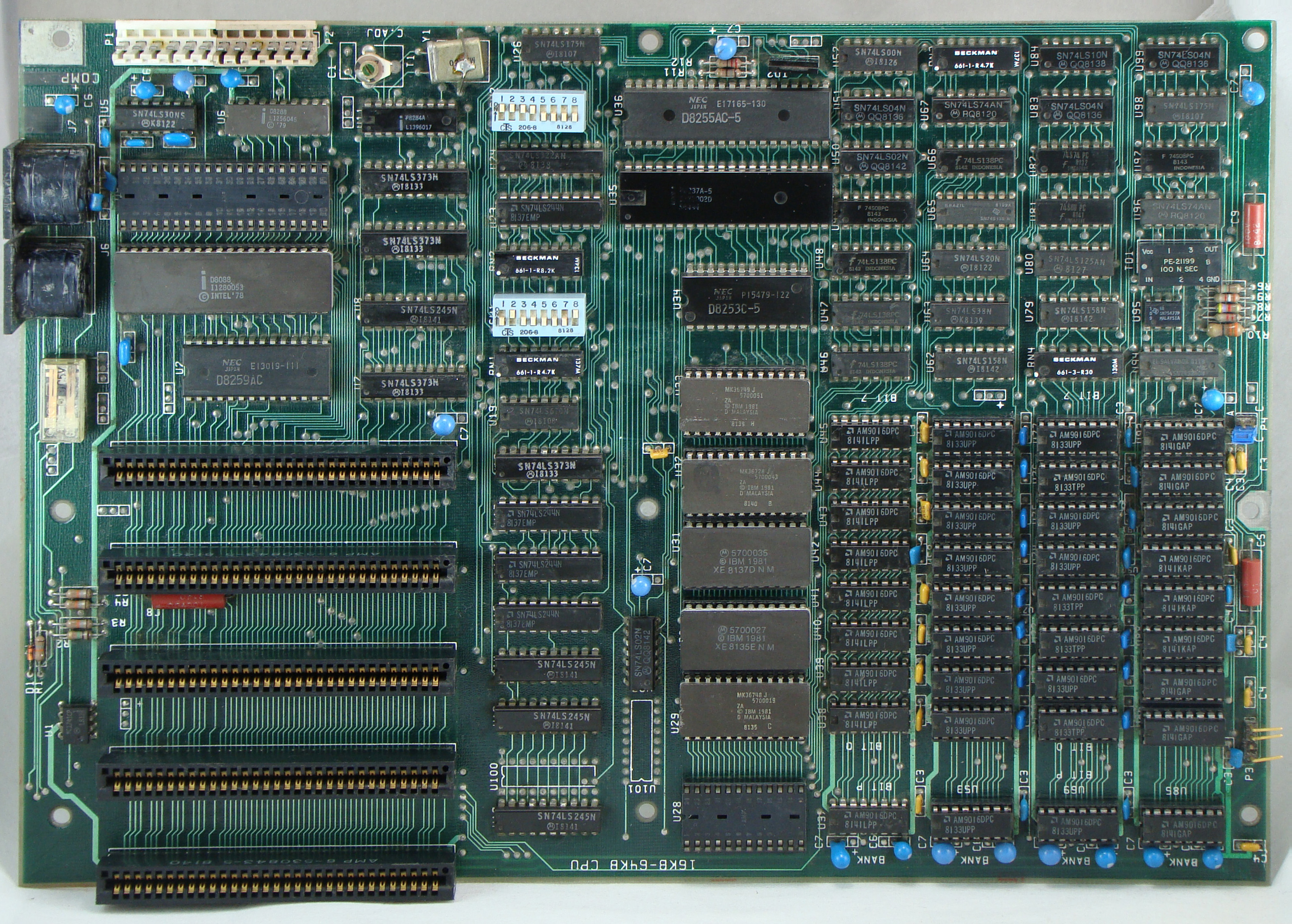
Bo mạch chủ của IBM PC với 64 kB bộ nhớ

IBM PC được xây dựng xung quanh một bảng mạch in lớn gọi là bo mạch chủ, trên đó bao gồm bộ xử lý, bộ nhớ tích hợp, các khe mở rộng, cổng bàn phím và cassette, cùng một số IC điều khiển khác.
Các IC phụ bao gồm bộ Intel 8259 "PIC", Intel 8237 và Intel 8253 "PIT". PIT cung cấp xung "tick" 18.2 Hz và làm tươi bộ nhớ động.

### CPU và RAM
CPU của IBM PC là một bộ xử lý Intel 8088, một phiên bản cắt giảm của Intel 8086 16 bit với bus 8 bit. Tốc độ của CPU là 4.77 MHz; sau này nó trở thành vấn đề khi các máy sao chép và các sản phẩm sau với tốc độ cao hơn không thể tương thích với các phần mềm được phát triển cho PC.
Bo mạch chủ PC còn có một chân cắm IC thứ hai để trống dành cho bộ xử lý dấu phẩy động (Floating-point Unit), hầu hết là Intel 8087, có tác dụng tăng tốc các phép tính dấu phẩy động.
Trong thiết kế ban đầu PC có bộ nhớ 16 hoặc 64 kB. Có thể nâng cấp RAM lên đến 256 kB bằng các thẻ mở rộng được IBM và nhiều hãng bên thứ ba cung cấp.

### ROM-BIOS
BIOS là phần lõi (firmware) của PC, nẳm trong bốn chip ROM 2 kB trên bo mạch chủ. Nó cung cấp mã khởi động (bootstrap) và một thư viện bao gồm các lời gọi thông dụng mà các phần mềm có thể sử dụng cho nhiều mục đích như xuất video, nhập bàn phím, truy cập đĩa, xử lý ngắt, kiểm tra bộ nhớ, v.v. Có đến vài phiên bản BIOS của IBM trên thị trường trong suốt quãng thời gian sản xuất PC.

### Hiển thị
Trong khi hầu hết máy tính gia đình có phần cứng video tích hợp, IBM PC có hai tùy chọn khác nhau cho đồ họa, Monochrome Display Adapter (MDA) và Color Graphics Adapter (CGA). MDA chỉ có một chế độ văn bản độ với phân giải cao và CGA có hai chế độ văn bản và đồ họa, cả hai với độ phân giải thấp.
CGA sử dụng tần số quét của truyền hình NTSC, cho phép nó xuất video ra các TV hay màn hình sử dụng tín hiệu NTSC, cũng như một cổng ra TTL phù hợp cho việc sử dụng các màn hình RGBI với tần số NTSC. IBM bán màn hình màu 5153 cho mục đích này, nhưng không có sẵn vào thời điểm phát hành PC cho đến tận tháng ba năm 1983.
MDA sử dụng tần số cao hơn và yêu cầu một màn hình đặc biệt, IBM 5151. Thẻ còn chứa một cổng máy in tích hợp.
Có thể lắp đặt cả hai thẻ vào máy, phục vụ các ứng dụng pha trộn văn bản và đồ họa. AutoCAD, Lotus 1-2-3 và các phần mềm khác cho phép sử dụng màn hình CGA cho đồ họa và một màn hình đơn sắc cho các menu văn bản. Các hãng bên thứ ba còn cung cấp nhiều loại thẻ đồ họa khác, như Hercules Graphics Card.
Phần cứng và phần mềm của PC vào thời điểm phát hành được thiết kế xung quanh một mở rộng 8 bit của bộ ký tự ASCII, gọi là Code page 437.

### Lưu trữ
Hai khay đằng trước PC có thể chứa một hoặc hai ổ đĩa mềm 5,25 inch, mỗi ổ đĩa hỗ trợ các đĩa mềm 160 kB. Các ổ đĩa mềm cần một thẻ điều khiển lắp vào khe cắm mở rộng, kết nối bằng một dây duy nhất. Thẻ điều khiển IBM chứa một đầu nối ngoài D-sub 37 chân dành cho việc kết nối các ổ đĩa ngoài, tuy nhiên IBM không bán nó cho đến tận 1986.
Vào thời điểm phát hành, IBM không cung cấp bất cứ tùy chọn ổ đĩa cứng nào, và việc thêm vào một ổ cứng gặp khó khăn do nguồn điện của PC không cung cấp đủ cho một ổ đĩa cứng, bo mạch chủ không hỗ trợ BIOS mở rộng cần thiết để hỗ trợ một thẻ điều khiển ổ cứng, và cả PC DOS lẫn BIOS không hỗ trợ đĩa cứng. Sau khi phát hành IBM PC/XT, IBM thay đổi thiết kế của PC, hỗ trợ hầu như mọi thứ kể trên trừ nguồn điện.
Mặc dù không có hỗ trợ ổ cứng chính thức, ban đầu xuất hiện một số ổ đĩa trên thị trường kết nối bằng thẻ điều khiển đĩa mềm. Tuy nhiên, cần một phiên bản vá của PC DOS để hỗ trợ các kích thước đĩa lớn.

### Giao diện người dùng

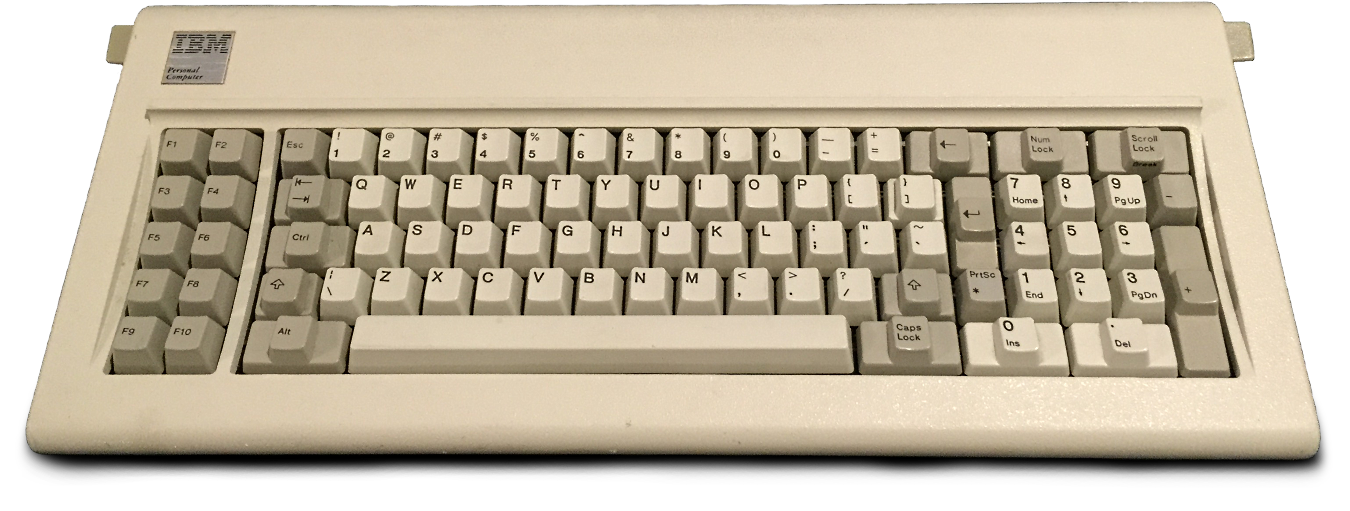
IBM Model F keyboard

Tùy chọn duy nhất cho giao diện người dùng trong bản PC gốc là cổng bàn phím tích hợp, dành cho bàn phím IBM Model F. Model F ban đầu được thiết kế cho IBM Datamaster và tốt hơn hẳn các bàn phím trong các máy tính gia đình vào thời điểm đó ở nhiều điểm: số phím, sự vững chắc và công thái học. Trong khi các máy tính gia đình sử dụng bàn phím không cơ chiclet hay thiết kế cơ rẻ tiền, bàn phím IBM mang lại công thái tốt, cơ chế tiếp xúc của các phím rõ ràng, chắc chắn và các chân đế để thay đổi góc nghiêng.
Nhận xét về bàn phím vô cùng tích cực, một số nguồn cho rằng nó chính là điểm ăn khách của máy tính và thậm chí là "bàn phím tốt nhất cho một máy vi tính".

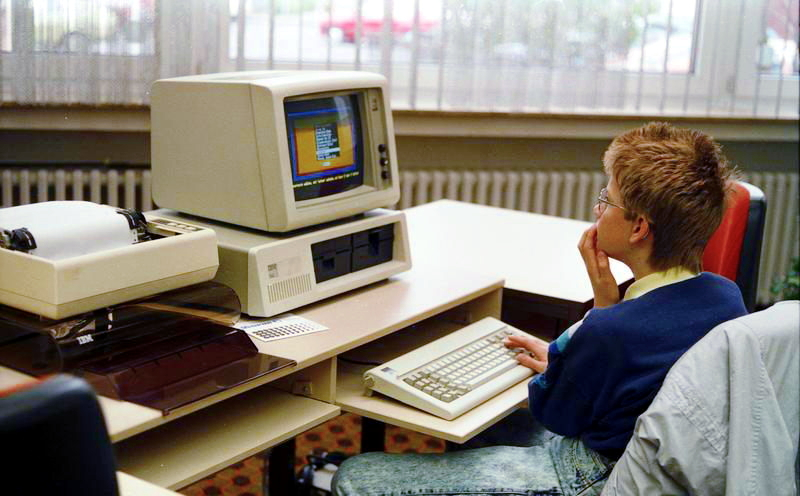
IBM PC với màn hình IBM CGA (model 5153), bàn phím IBM PC, máy in IBM 5152 (1988)

### Kết nối
Kết nối tới các máy tính và thiết bị ngoại vi khác ban đầu được cung cấp thông qua các cổng nối tiếp và song song.
IBM cung cấp một thẻ nối tiếp gọi là 8250 UART. BIOS hỗ trợ lên đến hai cổng nối tiếp.
IBM cung cấp hai tùy chọn khác nhau để kết nối với các máy in sử dụng cổng song song Centronics. Một là IBM Printer Adapter, hai là cổng song song tích hợp trong Monochrome Graphics Display and Printer Adapter.

### Mở rộng
Khả năng mở rộng của IBM PC đóng vai trò to lớn trong sự thành công của nó trên thị trường. Một số tài liệu nhấn mạnh quyết định xuất bản các chi tiết mô tả đầy đủ hệ thống bao gồm bus và sơ đồ bộ nhớ ngay sau khi phát hành, với mong muốn tạo ra và khuyến khích một thị trường bên thứ ba.
Bo mạch chủ của PC có năm đầu nối thẻ mở rộng dẫn đến các tín hiệu I/O của CPU. IBM ban đầu gọi các đầu nối này là "khe cắm I/O" nhưng sau sự mở rộng của nền công nghiệp sao chép PC chúng được biết đến với tên gọi Industry Standard Architecture (ISA - kiến trúc chuẩn công nghiệp). Phần sau của IBM PC chứa các khe hở dọc tương ứng với mỗi khe cắm thẻ mở rộng.
Các khe cắm mở rộng của PC chấp nhận một lượng lớn các loại phần cứng mở rộng, bổ sung các tính năng như:
- Đồ họa
- Âm thanh
- Hỗ trợ chuột
- Bộ nhớ mở rộng
- Thêm cổng song song hay nối tiếp
- Mạng
- Kết nối với các thiết bị đặc biệt sử dụng trong khoa học hay công nghiệp

Thị trường phản ứng đúng như IBM mong muốn, và trong vòng một tới hai năm sau khi PC được phát hành số lượng phần cứng mở rộng là một con số khổng lồ.

## Phần mềm
IBM ban đầu công bố họ muốn hỗ trợ nhiều hệ điều hành như CP/M-86, UCSD p-System và một sản phẩm của IBM gọi là PC DOS, do Microsoft phát triển. Trên thực tế, mục đích của họ là muốn bán PC-DOS như là một sản phẩm chính trên thị trường. CP/M-86 phát hành sau PC sáu tháng và nhận được rất ít đơn đặt hàng, p-System cũng không có sẵn lúc phát hành PC. PC-DOS nhanh chóng xác lập vị thế hệ điều hành tiêu chuẩn cho PC và củng cố vị trí đó trong hơn một thập kỷ, cùng với phiên bản khác là MS-DOS của Microsoft.
IBM PC còn đi kèm với BASIC lưu trữ trong ROM, một đặc điểm thường thấy trong các máy vi tính đầu thập niên 80. ROM BASIC hỗ trợ giao diện với băng cassette, nhưng PC DOS thì không, do đó hạn chế việc sử dụng giao diện này cho ROM BASIC.
PC DOS phiên bản 1.00 chỉ hỗ trợ các đĩa mềm SSDD 160 kB, tuy nhiên chín tháng sau trong phiên bản 1.1 hỗ trợ cả các đĩa mềm DSDD 320 kB. Các hỗ trợ cho định dạng 180 kB và 360 kB được bổ sung vào tháng ba năm 1983.
Các hỗ trợ phần mềm bên thứ ba phát triển nhanh chóng, trong vòng một năm nền tảng PC đã có một mảng rộng phần mềm cho bất cứ mục đích sử dụng nào.

## Dòng họ PC
IBM bán một số máy tính dưới tên "Personal Computer" hay "PC" trong suốt thập niên 80. Tên này sau đó không được sử dụng trong vài năm cho đến khi được dùng lại trong IBM PC Series vào những năm 1990 đến 2000.
| Tên         | Mã số    | Giới thiệu     | Ngưng sản xuất | CPU   | Đặc điểm |
| ----------- | -------- | -------------- | -------------- | ----- | --- |
| PC          | 5150     | Tháng 8, 1981  | Tháng 7, 1987  | 8088  | Hệ thống sử dụng đĩa mềm hoặc băng từ. Tùy chọn sử dụng một hoặc hai ổ mềm trong                                                          |
| XT          | 5160     | Tháng 3, 1983  | Tháng 4, 1987  | 8088  | IBM PC đầu tiên với chuẩn đĩa cứng |
| XT/370      | 5160/588 | Tháng 10, 1983 | Tháng 4, 1987  | 8088  | 5160 với XT/370 Option Kit và 3277 Emulator Adapter                                                                                       |
| 3270 PC     | 5271     | Tháng 10, 1983 | Tháng 4, 1987  | 8088  | Sử dụng bàn phím 20 phím chức năng, giả lập 3270 terminal                                                                                 |
| PCjr        | 4860     | Tháng 11 1983  | Tháng 3, 1985  | 8088  | Hệ thống gia đình sử dụng đĩa mềm và băng ROM; bàn phím hồng ngoại                                                                        |
| Portable    | 5155     | Tháng 2, 1984  | Tháng 4, 1986  | 8088  | Máy tính xách tay sử dụng đĩa mềm |
| AT          | 5170     | Tháng 8, 1984  | Tháng 4, 1987  | 80286 | Bộ xử lý nhanh hơn, bus hệ thống nhanh hơn (6 MHz, sau đó 8 MHz, so với 4.77 MHz), cấu hình không sử dụng jumper, đồng hồ thời gian thực. |
| AT/370      | 5170/599 | Tháng 10, 1984 | Tháng 4, 1987  | 80286 | 5170 with AT/370 Option Kit and 3277 Emulation Adapter.                                                                                   |
| 3270 AT     | 5281     | Tháng 6, 1985  | Tháng 4, 1987  | 80286 | Giả lập 3270 terminal |
| Convertible | 5140     | Tháng 4, 1986  | Tháng 8, 1989  | 80C88 | Microfloppy laptop |
| XT 286      | 5162     | Tháng 9, 1986  | Tháng 4, 1987  | 80286 | Ổ cứng chậm nhưng sử dụng bộ nhớ không wait state. Một máy XT 286 @ 6 Mhz thực chất nhanh hơn một máy AT @ 8 MHz vì không có wait state.  |

Giống như mọi hệ thống phát sinh từ PC, mọi IBM PC đều mặc nhiên tương thích phần mềm với nhau, mặc dù một số phần mềm không thể vận hành đúng trên các PC có CPU nhanh hơn.

## Sao chép IBM PC
Do IBM PC dựa trên phần cứng thương mại có sẵn và cách vận hành của nó được ghi chép lại chi tiết bởi IBM, việc tạo ra một máy tính tương thích hoàn toàn với IBM PC ngoại trừ BIOS thực sự không quá khó khăn.
Một sao chép đơn thuần của ROM BIOS vi phạm trực tiếp đến luật bản quyền, nhưng không lâu sau đó BIOS bị dịch ngược bởi các công ty như Compaq, Phoenix Software Associates, American Megatrends and Award, những công ty muốn tự sản xuất máy tính tuơng thích hoặc bán BIOS của mình cho các công ty có mục đích tuơng tự.
Các máy tính này được gọi là máy tương thích IBM hay "bản sao", và phần mềm được quảng cáo là "tuơng thích với IBM PC hoặc các máy tuơng tự 100%". Không lâu sau đó các nhà sản xuất sao chép bắt đầu cải tiến và mở rộng phần cứng của họ, như sử dụng các bộ xử lý nhanh hơn như NEC V20, cũng chạy được các phần mềm viết cho 8088 và có tốc độ lên tới 10 MHz.
Thị trường sao chép cuối cùng trở nên quá lớn đến mức nó mất đi quan hệ ban đầu với IBM PC và trở thành tiêu chuẩn de facto bởi các nhiều nhà sản xuất phần cứng.